# 施瓦巴赫河 (雷格尼茨河支流)
49°36′30.8″N 10°59′51″E / 49.608556°N 10.99750°E

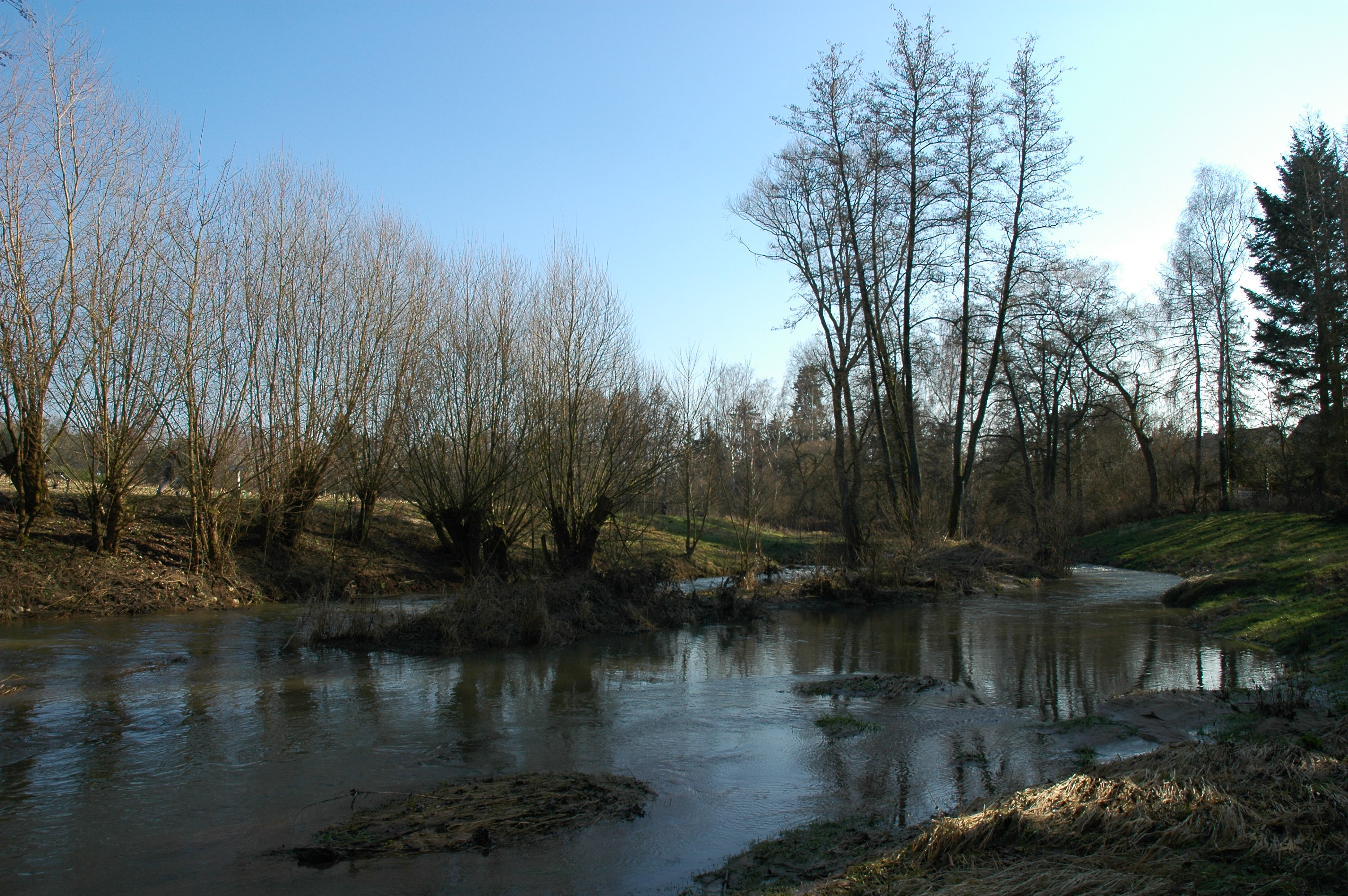

施瓦巴赫河（德語：Schwabach），是德國的河流，位於該國東南部，由巴伐利亞負責管轄，屬於雷格尼茨河的右支流，河道全長32.4公里，流域面積191平方公里，河口處在埃朗根。